# Emma Moffatt
Emma Moffatt (n. 7 septembrie 1984, Moree⁠(d), Noul Wales de Sud, Australia) este o sportivă ce a reprezentat Australia, medaliată olimpică. A participat la 3 ediții ale Jocurilor Olimpice (2008, 2012, 2016) în care a câștigat o medalie de bronz.